# Monumentul Selamat Datang
Monumentul Selamat Datang (Selamat Datang înseamnă în indoneziană „Bun-venit”), cunoscut și sub numele de Monumen Bundaran HI sau Monumen Bunderan HI („sensul giratoriu al Hotelului Indonesia”), este un monument situat în centrul capitalei Indoneziei, Jakarta. Finalizat în 1962 de sculptorul Edhi Sunarso, monumentul Selamat Datang este unul dintre reperele istorice din Jakarta.

## Istorie și design

Statuile monumentului Selamat Datang iluminate pe timpul nopții.

În anii 1960, președintele Sukarno a comandat mai multe construcții și proiecte de înfrumusețare a orașului ca pregătire a celei de a patra ediții a Jocurile Asiatice. Aceste activități au inclus construcția Complexului Sportiv Ikada (în ceea ce este acum Complexul Sportiv Gelora Bung Karno) și a mai multor statui, inclusiv monumentul Selamat Datang, proiectat drept Tugu Selamat Datang.
Proiectarea statuii a fost realizată de Henk Ngantung, la acea vreme viceguvernatorul orașului Jakarta. Sculptura statuii a fost realizată de sculptorul Edhi Sunarso. Trubus, un consilier apropiat al lui Sukarno pe probleme de arte plastice, a fost coordonatorul proiectului. Statuia înfățișează două statui de bronz ale unui bărbat și a unei femei, fluturând un gest de bun venit. Femeia ține un buchet de flori în mâna stângă. Designul evocă asemănarea cu stilul sculptoriței sovietice Vera Muhina perioada respectivă fiind în plin realism socialist. Se spune că Sukarno a contribuit la proiectarea statuii. Henk Ngantung a scris că inițial Monumentul de Bun venit urma să fie numit „Indonezienii își salută viitorul”.
Cele două figuri ale Monumentului de Bun venit au cinci metri de la cap până la picioare, sau șapte metri de la vârful brațului ridicat până la picioare. Cele două figuri stau pe un piedestal. În total, monumentul are aproximativ treizeci de metri deasupra solului. Monumentul Selamat Datang simbolizează deschiderea națiunii indoneziene față de vizitatorii Jocurilor Asiatice.
Construcția statuii a început pe 17 august 1961. În timpul construcției statuii, Edhi Sunarso a fost vizitat în studioul său de Sukarno, de ambasadorul SUA în Indonezia Howard P. Jones, și de alți miniștri.

## Bundaran Hotel Indonesia

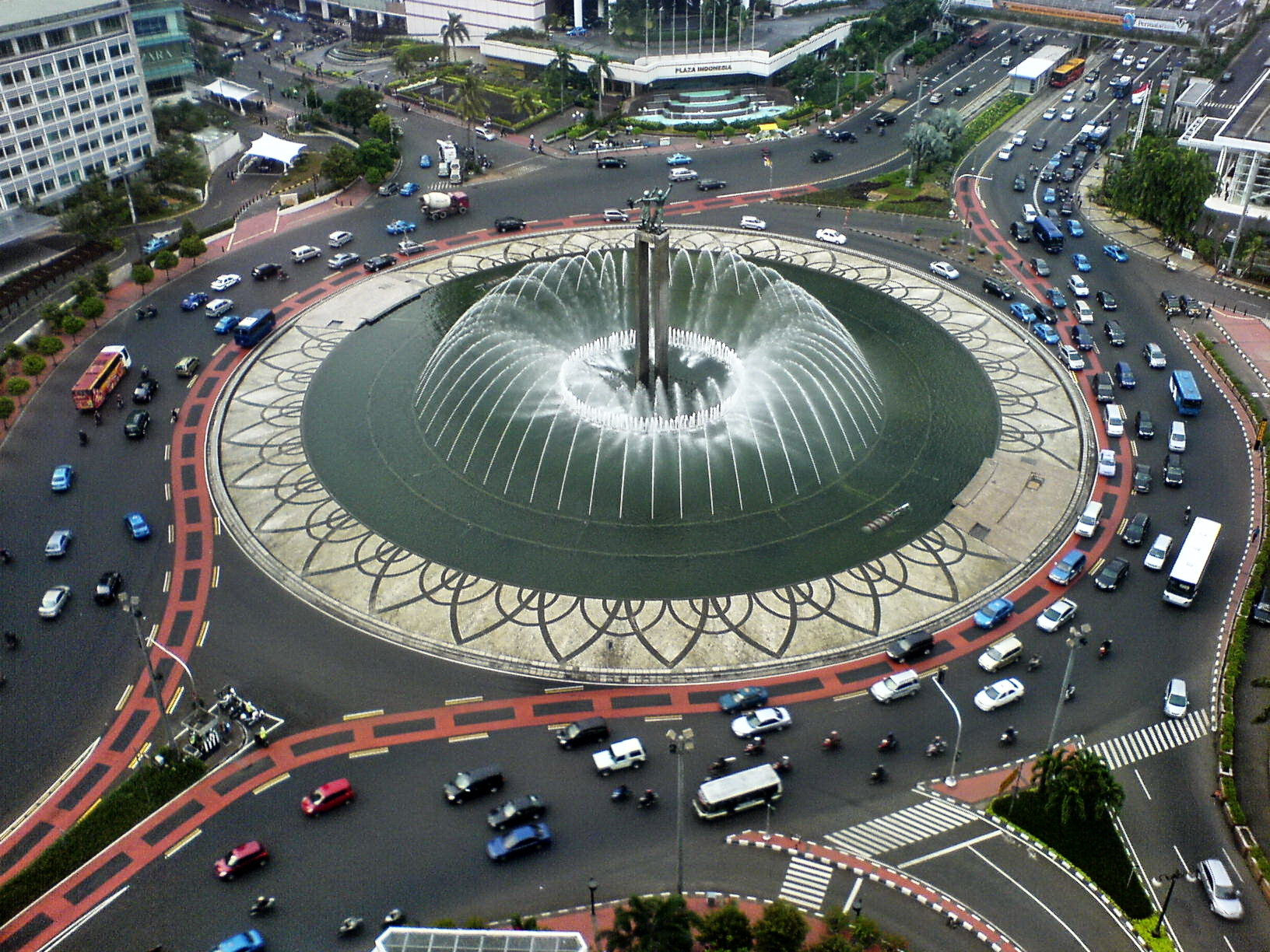
Monumentul Selamat Datang în centrul fântânii giratoriului de la Hotel Indonesia.

Monumentul Selamat Datang este situat în centrul unui sens giratoriu cunoscut sub numele de Bundaran Hotel Indonesia sau Bundaran HI (în indoneziană „Giratoriul de la Hotelul Indonesia”). Este numit astfel datorită apropierii de Hotelul Indonesia. O altă ortografie acceptată este Bunderan HI, care este mai aproape de limba javaneză-betawi locală, unică în Jakarta. Sensul giratoriu este situat strategic în inima orașului Jakarta, chiar în centrul principalului bulevard din Jakarta, Jalan M.H. Thamrin, la intersecția sa cu Jalan Imam Bonjol, Jalan Sutan Syahrir și Jalan Kebon Kacang. La finalizarea sa, Hotel Indonesia și sensul giratoriu al său era poarta de intrare pentru vizitatorii din Jakarta. Sensul giratoriu are un iaz rotund cu fântâni.

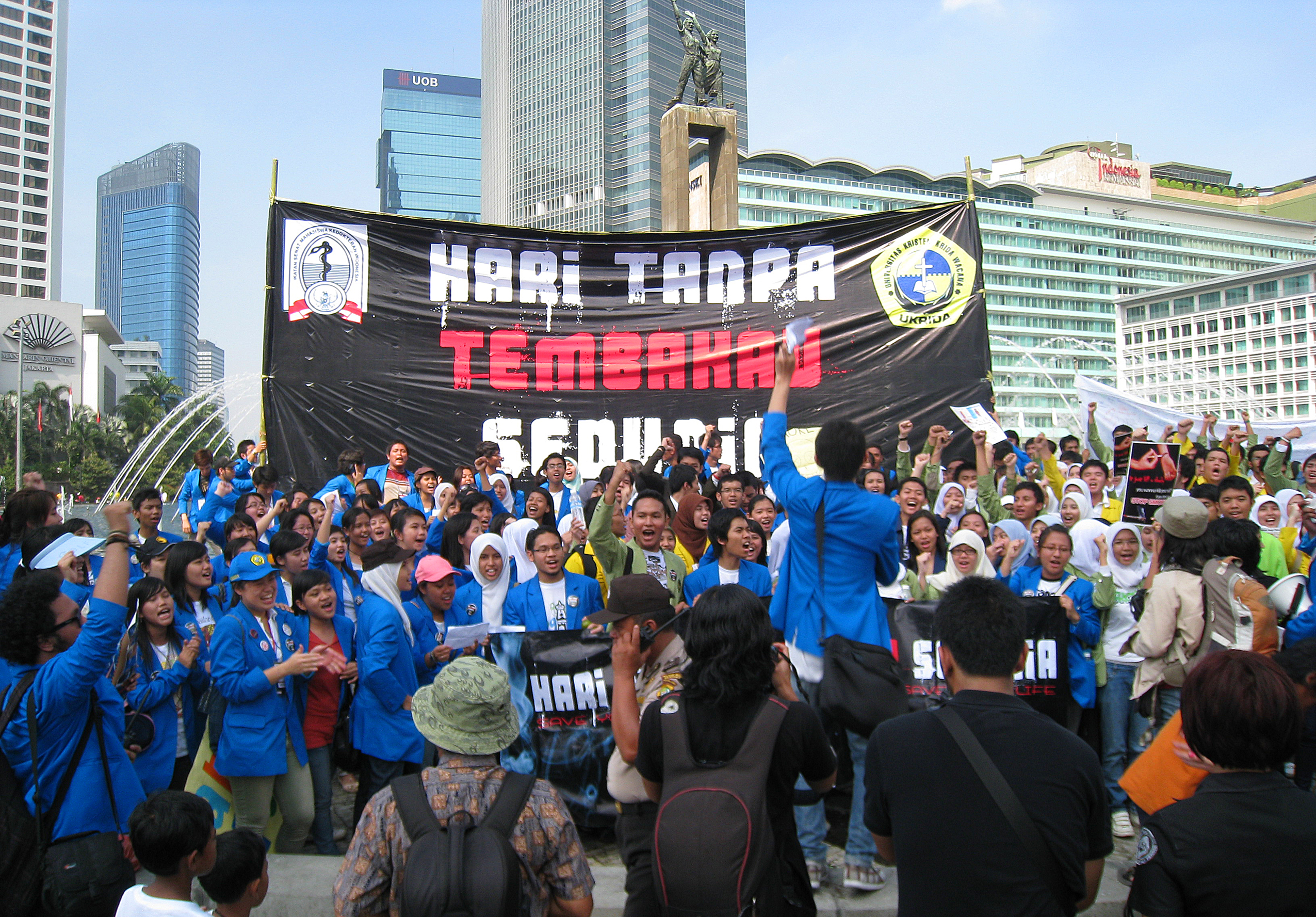
Studenți la medicină demonstrând în Jakarta împotriva tutunului în timpul „O zi fără tutun”, la Giratoriul de la Hotel Indonesia, Jakarta, Indonezia.

În 2002, Bundaran Hotel Indonesia a fost restaurat de către PT Jaya Konstruksi Manggala Pratama. Restaurarea a adus noi fântâni, un nou design al piscinei și un nou iluminat. Astăzi, după epoca reformei, piața pavată care înconjoară iazul a devenit un loc popular pentru demonstrații civice. În fiecare duminică dimineață, în timpul zilelor fără mașini din Jakarta, sensul giratoriu este plin de oameni care fac jogging, merg cu bicicleta, realizează fotografii de stradă, precum și de vânzători stradali temporari.